# ASC Vico Equense
ASC Vico Equense is een Italiaanse voetbalclub uit Vico Equense die speelt in de Serie D/I. De club werd opgericht in 1929 en de clubkleuren zijn blauw en wit.